# 物理探査
物理探査（ぶつりたんさ）とは、「大地が発する物理現象や、大地に対して人為的に発生させた物理現象の反応を測定し、これを解析することによって、地下の状況を探査する技術」を言う。
この探査法は、特に鉱山等の資源を探査することを目的とする場合には「物理探鉱」と呼ばれる。探査機器の開発が進み、探査の簡便化・費用の低価格化が実現し、土木・環境調査などのために応用され、「物理探査」と呼ばれるようになった。

## 物理現象の種類

### 弾性波探査
人工的に地震を発生させ、その伝播を測定し、これを解析することにより、地盤の地震波速度構造・音響インピーダンス構造を把握する。地震探査とも言う。
伝播する（起振させる）地震波の種類により、いくつかの探査法がある。電気探査やボーリング調査と併用することにより、欲しい地質構造等を得ることができる。
1. 直接波
  - 直接（屈折や反射しない波）伝播する波を用いて、伝播時刻の差により、地下構造を把握する。
  - 起振源1点と多数の受振点の配列を扇型に配列（距離を同一にすることにより伝播時間を同一とする）し、伝播時間差を構造として把握する探査法である。
2. 屈折波
  - 土木・環境・考古学分野において、一般に弾性波探査と言えば、屈折法弾性波探査を指す。震源から発した地震波が地中で屈折して伝播した波形を受信し、ある仮定の下に解析することにより、地盤の弾性波速度構造を把握する。
  - 得られた速度構造（走時曲線から読み取る）により地盤の硬さ等を推定し、連続性を把握する。また相対的な低速度区間を弱層部（断層・破砕帯等）と仮定する。トンネル掘削の事前調査で利用されることが多い。
3. 反射波
  - 地殻構造調査・資源開発で一般的な弾性波探査。反射法地震探査と言う。人工的な地震を発生させ、音響インピーダンスの違いにより地質境界から発生する反射波を測定して、データを取得する。
  - この探査法の特徴として、起振方法として多数の振源の種類が用いられる。例えば海域では、起振方法には高出力が可能なエアガン、ウォーターガンの他、高周波（分解能を高めることを目的とする）を発生させるスパーカー（放電）を用いる。陸上では、高周波数・広帯域出力が可能な爆薬や、ノイズを避け安定した震源特性を保つスイープ振源（人為的に周波数合成した起振動を用い、受振波形と相互相関によりデータを得る）などの方法がある。
  - 観測方法は一般的に2種類ある。起振と受振がそれぞれ1つずつのシングルチャンネル方式と、起振は1つ受振は複数のマルチチャンネル方式である。通常は、労働効率が高い後者のマルチチャンネル方式が用いられるが、この背景には、過去30年程の間の、比較的多量のデータを相関的にデータ処理可能とした、コンピュータの発達がある。なお一般に用いられている地中レーダー探査は、シングルチャンネル方式（振源が地震波ではなく電磁波としている）の反射法による物理探査である（電磁波を用いたマルチチャンネルも一部で実用化されている）。
  - マルチチャンネル方式は、受振波形をコンピュータで解析処理を行い、適切な解釈を行うことで、地下の地質構造や岩石物性分布を把握することが出来る。データ取得の形式に、二次元・三次元・四次元（タイムラプス）の別がある。一般的に、コンピューターによる解析処理の主な処理方法・処理段階として、表層および残差に関する静補正・デコンボリューション処理、表面波除去、多重反射波除去、速度解析、マイグレーション処理、（周波数・波数などによる）フィルタリング処理等がある。また、より解釈に即したデータを求める処理に、AVO処理やインバージョン処理、スペクトラル・デコンポジション処理等があり、解釈される対象に適応した他の属性も算出される。また、各種データ処理専門業者によって、各社の独自技術を用いた解析方法も提供されている。コンピューター解析処理されたデータの解釈には、地震波形の側方追跡による反射面の形状摘出の他、摘出された（三次元探査の場合の）面（これをホライズンと呼ぶ）に沿った地震波属性の抽出作業もあり、これによって構造・物性等の分布が求められる。但し、反射法地震探査データの解釈に際しては、対象となっている地域に既存の坑井などで直接的に得られている（地質や検層・地層内流体などの）データとの対比が重要である。
4. 表面波
  - エネルギーの大きな表面波を利用し、周波数ごとの速度の違いから地盤のS波速度構造を把握する。浅層の探査に適している。
5. P波（Primary　wave）
  - 地震探査に用いる振源として縦波（媒質の方向と波の進む方向が同じ波）を用いる。
6. S波（Secondary wave）
  - 地震探査に用いる振源として横波（媒質の各点の振動の方向が波の進む方向に直角になっている波）を用いる。

### 電気探査
- 広義には、探査対象領域の電気物性（主に比抵抗）を利用して探査を行う手法を指す。自然電位法、比抵抗法（狭義の電気探査）、IP（強制分極）法、電磁探査法等を含む。
- 狭義では、人工的に電気を大地に流し、その応答（通常電位）を測定し、これを解析することにより、比抵抗構造を把握する。比抵抗構造で高比抵抗のところは固い地盤が分布し、低比抵抗のところは軟弱地盤もしくは断層が分布していることが多いとされるが、比抵抗は孔隙（間隙）率や孔隙水の電気抵抗に強く依存して、幅広く変化する。

### 電磁探査
- 広義には、電磁波を利用して対象の電気物性（比抵抗や誘電率）を探査する方法。狭義の電磁探査や地中レーダー探査を含む。
- 狭義には、直流に近い低周波数から数～数十MHz程度までの電磁波を利用して、電場（電位）や磁場を測定し、これを解析することにより対象の電気物性（一般に比抵抗）を解析する探査法。使用する電磁波の周波数がおよそ100MHzを超えると比抵抗ではなく誘電率を対象としたレーダ探査とみなされる。
- 代表的に用いられる狭義の電磁探査の手法として、地磁気地電流法（MT法）や人工電流源電磁探査法（CSEM法）、時間領域電磁探査法（TEM/TDEM法）などが挙げられる。

### 重力探査
- 重力の大きさを測定する。測定値は、ジオイドとも関連して広域的に観測される重力（標準重力）の大きさに、数種類の重力異常が加わった形で得られる。後者の重力異常（特にブーゲー異常）を解析することにより、広域・深部の地質構造を把握する。例えば、後述の磁気探査同様、分布の微分・二次微分をとることにより、異常のもととなる岩体の位置・大きさといった特徴を推定することが可能となる。垂直・水平分解能面の理由より、他探査法よりも安価・効率的に広域概査が可能であり、従来 基盤構造調査に用いられている。

### 磁気探査
- 磁力探査とも呼ぶ。大地の持つ磁力を測定し、主にその異常の分布・大きさ・変化率などを解析することにより、磁気的な大地の状況（磁性体を中心とする岩体や構造）を把握する。特に、火山岩・変成岩自体の探査や、それが構造上大きな役割を果たす地域の概査に適している。

## 物理検層
ボーリング孔内において物理探査を行い、孔壁周辺の探査を行うことを言う。物理検層により、ボーリング柱状図と検層によって得られる速度や密度、比抵抗といった情報が直接対比できるため、弾性波探査（特に反射法）と組み合わせると全体の地下構造が効率よく把握できる。